# Kapuschongmonark
Kapuschongmonark (Symposiachrus manadensis) är en fågel i familjen monarker inom ordningen tättingar.

## Utbredning och systematik
Fågeln förekommer fläckvis i låglandsskogar på Nya Guinea. Den behandlas som monotypisk, det vill säga att den inte delas in i några underarter.

## Status
IUCN kategoriserar arten som livskraftig.